# Mr.FULLSWING
『Mr.FULLSWING』（ミスターフルスイング）は、鈴木信也による日本の漫画。『週刊少年ジャンプ』（集英社）において、2001年23号から2006年23号まで連載された。通称、ミスフル。

## 概要
連載前の没ネームの段階ではビリヤード漫画として話が進んでいた。
ジャンルは「野球ギャグ漫画」で、作品序盤～中盤にかけては「ギャグ漫画のついでに野球をしている」と皮肉られるほどギャグが圧倒的なシェアを占めているが、終盤にかけては野球が主体となっている。特に最終24巻にいたっては、巻中に収録されている10話全てにギャグらしきギャグの要素が全くなく、あくまで野球そのものが主体になっている。また、ライバル達に打ち勝つために過酷な練習を経て必殺技を体得するなどスポ根要素も多分に含まれている。
本作の登場人物が使う技術や技は現実にはありえない物理法則を無視したものが多い。
2005年6月にはドラマCD化され、12月には第2弾が発売された。更に2006年8月に第3弾発売。また、ジャンプ ジェイ ブックスでも2作品発売されている。2006年23号で連載5周年となるが、同号で完結となった。全227話。
20巻以上単行本が発売された『週刊少年ジャンプ』の漫画作品としては異例だが、TVアニメ化はされていない。
ジャンプに限らず、漫画やアニメのパロディネタやメタ表現が多いのが特徴である。また企業名や商品名が実名でよく出るが、後期は「○」などの伏字で隠している。その「○」もコマによってずれたりするため、申し訳程度であり実質的にあまり意味はない。特にパロディネタはアニメ化を目指す上での障害となっている。
なお本作のタイトルは2001年連載開始当初、絶頂期を迎えていたミスターフルスイングことプロ野球選手の中村紀洋をモチーフとしており、主人公である猿野天国が通う十二支高校を20年前に夏の甲子園3連覇に導いた村中紀洋もまた中村がモデルとなっている。作中における愛称もミスターフルスイングとなっていて、更に本作の執筆を思いついたきっかけも「中村紀洋がホームランを打ってバットを高く放り投げる所にしびれて一目惚れしたから」とのことである。

## 物語
埼玉県立十二支高校に入学した少年・猿野天国は、同じ1年生の鳥居凪に一目惚れする。これまで好きになった女性すべてに運動部員の恋人がおりフラれ続けていた天国はスポーツそのものを逆恨みしていたが、凪は彼氏こそいないものの天国が最も嫌う野球部のマネージャーであった。

気に入られたい思いから「中学時代は有名な野球少年だった」と大嘘をついた天国に凪は20年前に打ち立てられた野球部OB・村中紀洋の伝説を話す。それは野球部グラウンドのバッターボックスから160m離れた校舎の時計が、村中のホームランボールが直撃したショックで止まったというもの。また野球部は村中らの世代が卒業してから低迷続きで校舎の時計と同時に野球部の時間も止まった、なる皮肉が囁かれる有様だという。

嘘を信じ有望選手が入学してくれたと目を輝かせる凪に対し、引くに引けなくなった天国は伝説を破ってみせると見栄を張ってバッターボックスに入り凪にボールを投げてもらう。もちろん野球などやったこともなかったが、力任せに振ったバットに当たったボールは時計どころか校舎自体を超える特大ホームラン。奇しくも打球が校舎を、ひいては"伝説"を超えたのは村中が時計が止めたのと同じ午後3時3分であった。

天国は大喜びする凪を見て腹を決め、野球部への入部を決意する。素人ながら伝説を破った天国の登場により十二支高校野球部の「止まったままの時計」は20年の時を経て動き始めた。

## 備考

### 作中における野球の概念
多様な投法・魔球・打法・守備の形式が残されている。特に後期は、現実的にはおろか、物理的にも不可能な技がメインとなっている。また、ユニフォーム関連の描写などは野球のルールや常識を逸脱したものが多々あり、これについて作者は、キャラの個性を前面にだすべくあえてそうした旨をファンブック球春白書において語っている。

### 特殊ルール
ヤキュウケン
入部試験最終選考で使用されたルール。
試合中にエラーを起こした者はエラー1回につき服を一枚脱ぐ
失点した場合はチーム全員が脱ぐ
試合終了後に点数が低いチームは点差分更に脱ぐ
ユニフォーム、アンダーシャツ、ズボン、スパイク、下着の順でなくなっていき、全裸になると失格となる
封鎖野球
遊軍、賊軍を決定する際に納得がいかないとして2年&3年連合軍VS1年軍の試合をした際に使用されたルール
得点が入ったときに打者は相手チームのポジション（投手は除く）の腕か足に1キロのリストをつけることができる
半減野球
十二支高校対華武高校の練習試合の際にハンデとして華武高校の監督が提案し使用したルール。
華武高校の側の攻撃は1回、3回、5回、7回、9回のみ
十二支高校が攻撃する場合のストライクゾーンは4スミのみ
守備は内野のみ（外野は守備につけないが攻撃できる）
華武高校側の選手は2軍が相手となる（9回表で逆転する為に1軍と交代になった）

## 書誌情報

### 単行本
各巻集英社ジャンプ・コミックスより発刊されている。
1. 露出男と眼鏡女 ISBN 4-08-873186-7
2. 変則野球ヤキュウケン ISBN 4-08-873210-3
3. 昨日の敵 ISBN 4-08-873249-9
4. 十二支部内大戦争 ISBN 4-08-873272-3
5. 封鎖野球発動 ISBN 4-08-873311-8
6. 目覚める左腕 ISBN 4-08-873338-X
7. 決着～十二支の夜明け～ ISBN 4-08-873367-3
8. 地獄のロード開始!! ISBN 4-08-873411-4
9. 華の嵐 ISBN 4-08-873436-X
10. ダブルチーム ISBN 4-08-873506-4
11. さらば青春の光 ISBN 4-08-873524-2
12. 開戦の狼煙 ISBN 4-08-873564-1
13. 立ち上がる者たち ISBN 4-08-873586-2
14. 野球の神様 ISBN 4-08-873608-7
15. アイドル旋風 ISBN 4-08-873647-8
16. 嵐の門出 ISBN 4-08-873668-0
17. 忍びよる黒撰の足音 ISBN 4-08-873772-5
18. 男達の挽歌 ISBN 4-08-873803-9
19. 時を超えし決闘 ISBN 4-08-873840-3
20. 第三の鳴動 ISBN 4-08-873861-6
21. みんなの夢 ISBN 4-08-874005-X
22. アメリカ帰りの男 ISBN 4-08-874026-2
23. 雨と本気と微笑みと ISBN 4-08-874106-4
24. 同じ空の下で ISBN 4-08-874251-6

単行本のオマケ
コミックスでは（全24巻）、作成時にできる余白を利用してオリジナルコーナーを作っている。
- ミスターフリートーク

作者の幼少期の話など掲載。
- ミスターQ&Aコーナー

ミスフルキャラ達が「座談会」と称して読者からの質問に答えるコーナー。
- 似顔絵コンクール

読者からのイラストを掲載するコーナーで、兎丸が「大賞」を選び、作者のサイン入り色紙を贈る。

### 電子書籍
単行本全巻、電子書籍化されている。

## 小説
- Mr. FULLSWING 伝説開幕!

著者：千葉克彦、2004年3月22日発売、ISBN 978-4-08-703139-3
- Mr. FULLSWING 黒き烈風!新たなる伝説

著者：子安秀明、2005年8月22日発売、ISBN 978-4-08-703159-1

## ドラマCD
1. ドラマCDシリーズ「Mr.FULLSWING」 (2005年6月24日発売)
2. ドラマCDシリーズ「Mr.FULLSWING2」 (2005年12月2日発売)
3. ドラマCDシリーズ「Mr.FULLSWING3」 (2006年8月18日発売)